# Wielkopolska Brygada Kawalerii
Wielkopolska Brygada Kawalerii (Wlkp BK) – wielka jednostka kawalerii Wojska Polskiego II RP.
W czasie kampanii wrześniowej brygada walczyła w składzie Armii „Poznań”. Dozorowała rejon Leszna i Rawicza, dokonując w tym czasie dwu wypadów na teren III Rzeszy. W bitwie nad Bzurą uderzała na Głowno. Następnie broniła przejścia przez Bzurę pod Brochowem. W marszu przez Puszczę Kampinoską walczyła pod Zamościem i Górkami, następnie pod Sierakowem i Laskami. W walkach przebiła się do Warszawy i broniła stolicy aż do jej kapitulacji.

## Formowanie i zmiany organizacyjne
W marcu i kwietniu 1919 roku w składzie Sił Zbrojnych Polskich w byłym zaborze pruskim została sformowana I Brygada Jazdy Wielkopolskiej. W wyniku scaleniu Wojsk Wielkopolskich z armią krajową, brygada przemianowana została na VII Brygadę Jazdy. Po zakończeniu wojny z bolszewikami dokonano zmian w organizacji brygady, która przedstawiała się następująco:
- Dowództwo w Poznaniu
- oddział sztabowy w Poznaniu
- 15 pułk Ułanów Poznańskich
- 16 pułk Ułanów Wielkopolskich
- 17 pułk Ułanów Wielkopolskich
- 7 dywizjon artylerii konnej wielkopolskiej
- szkoła podchorążych rezerwy przy VII BJ
- kompania sanitarna VII BJ (eks kompania sanitarna Nr 4)

W kwietniu 1924 r., w ramach reorganizacji jazy, VII BJ przemianowana została na VII Brygadę Kawalerii i podporządkowana dowódcy 3 Dywizji Kawalerii. Z jej składu wyłączony został 16 pułk Ułanów Wielkopolskich i 7 dywizjon artylerii konnej wielkopolskiej. Pierwsza z wymienionych jednostek podporządkowana została dowódcy nowo utworzonej XIV Brygady Kawalerii w Bydgoszczy, a druga dowódcy artylerii konnej 3 Dywizji Kawalerii. W skład XIV BK wszedł również 7 pułk strzelców konnych wielkopolskich, który do tego czasu podlegał bezpośrednio dowódcy Okręgu Korpusu Nr VII.
Wiosną 1929 r. VII BK przeformowana została w samodzielną Brygadę Kawalerii „Poznań”. W jej skład ponownie włączony został 7 dywizjon artylerii konnej wielkopolskiej, a ponadto 7 pułk strzelców konnych wielkopolskich z rozformowanej XIV BK.

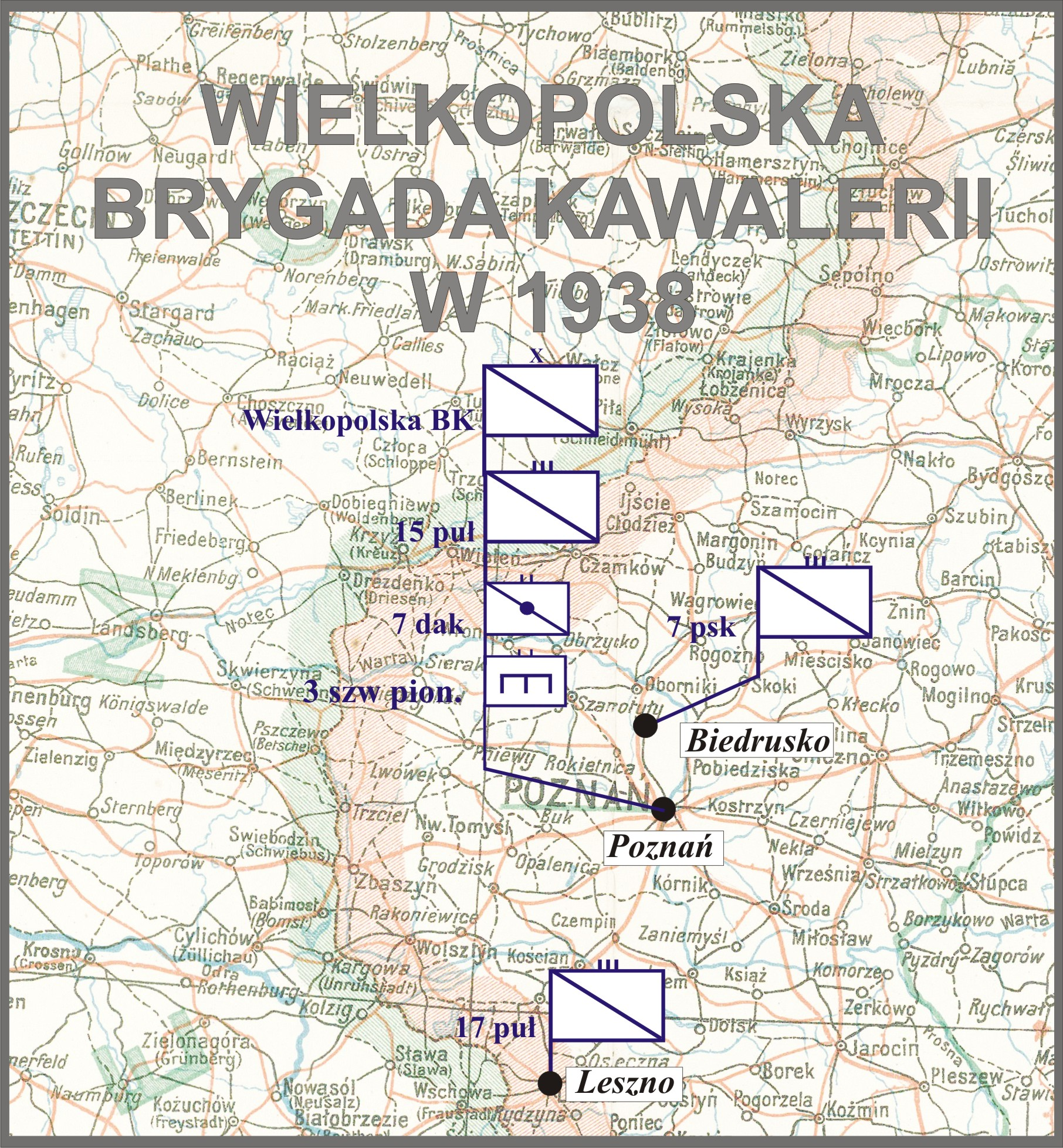
Wielkopolska BK w 1938

Minister spraw wojskowych rozkazem Dep. Dow. Og. 1820. Org. Tj. nadał z dniem 1 kwietnia 1937 roku dotychczasowej BK Poznań nazwę „Wielkopolska Brygada Kawalerii”.
Na początku października 1938 r., w czasie zajęcia Zaolzia brygada pozostawała w odwodzie dowódcy Samodzielnej Grupy Operacyjnej „Śląsk”.

### Organizacja w latach 1937-1939
W latach 1937–1939 w skład brygady wchodziły następujące oddziały i pododdziały:
- Dowództwo Wielkopolskiej Brygady Kawalerii w Poznaniu
- 15 pułk ułanów poznańskich w Poznaniu
- 17 pułk ułanów wielkopolskich im. Króla Bolesława Chrobrego w Lesznie
- 7 pułk strzelców konnych wielkopolskich w Biedrusku
- 7 dywizjon artylerii konnej w Poznaniu
- 3 szwadron pionierów w Poznaniu
- 7 szwadron łączności w Poznaniu

## Brygada w kampanii wrześniowej 1939

### Działania brygady
Wielkopolska BK pod dowództwem gen. bryg. Romana Abrahama wchodziła w skład Armii „Poznań” gen. dyw. Tadeusza Kutrzeby. 1 września udanie kontratakowała w Lesznie i Rawiczu, wspierając 25 Dywizję Piechoty gen. bryg. Franciszka Altera. 2 września jej oddziały przeprowadziły wypad na Wschowę i Załęcze, na terytorium III Rzeszy. W Załęczu pluton 8/55 pp ppor. Zbigniewa Janowskiego wsparty II plutonem szwadronu samochodów pancernych nr 71 zniszczył kilkanaście pojazdów motorowych wroga, zdobył broń ręczną, maszynową i wziął jeńców.
Przez pierwsze dni września Brygada była w odwrocie wraz z resztą Armii. 8 września zajmowała pozycje wyjściowe, aby następnego dnia osłaniać od wschodu skrzydło ataku Armii w bitwie nad Bzurą. W nocy z 9 na 10 września Brygada ruszyła do natarcia, odnosząc sukces pod Sobotą. Rano 10 września 17 pułk Ułanów Wielkopolskich uderzył na Walewice i zdobył je, a 15 pułk Ułanów Poznańskich opanował Bielawy. Jednak wieczorem Brygada znalazła się w trudnej sytuacji. Niemcy ściągnęli świeże oddziały i otoczyli Brygadę z trzech stron. W tej sytuacji wstrzymano jej natarcie i Brygada przeszła do obrony pod Chruślinem i Piotrowicami. Jednocześnie gen. R. Abraham rozpoczął przygotowania do uderzenia w kierunku Głowna przy współdziałaniu z 14 Dywizją Piechoty gen. bryg. Franciszka Włada. Równocześnie na wschód od Bielaw miały rozpocząć działania oddziały Armii „Pomorze”. 11 września Brygada uderzyła w stronę Głowna. 7 pułk strzelców konnych Wielkopolskich starł się z oddziałami niemieckiej 24 Dywizji Piechoty gen. por. Friedricha Olbrichta, koncentrującymi się pod Wolą Zbrożkową. Brygadzie nie udało się  zdobyć Głowna. 
Wieczorem 12 września brygada otrzymała rozkaz podporządkowania się dowódcy Armii „Pomorze” gen. Bortnowskiemu i zarządzający odwrót za Bzurę. Za rzeką miała obsadzić odcinek Urzecze – Strugienice – Maurzyce – Niedźwiada. Natychmiast przeniesiono sztab brygady do Zgody, a na odprawie gen. Abraham wydał dowódcom oddziałów zarządzenia regulujące przemarsz przez mosty na Bzurze w Sobocie, dworze Sobota i Urzeczu na wyznaczony odcinek obrony. 
Pierwszy o godz. 21.30, marsz rozpoczął 15 puł - przed świtem do Zdun. Dwie godziny po nim pomaszerował 17 puł osiągając nad ranem Strugienice. Trzy jego szwadrony (1, 2 i 3) przystąpiły natychmiast do organizowania obrony wzdłuż rzeki, 4 szwadron - odwodowy - rozmieścił się w Maurzycach. 7 psk ruszył o godz. 23.00 i około 8.00 osiągnął  Niedźwiadę, gdzie zastał swój szwadron kolarzy, oddany poprzednio do dyspozycji dowódcy brygady. 2, 3 i 4 szwadronu użyto do zamknięcia kierunku z Łowicza na Zduny oraz dozorowania rzeki od Maurzyc do Niedźwiady. W odwodzie, na przedpolu Niedźwiady, stanęły 1 szwadron i szwadron kolarzy. Od Urzecza do Strugienic organizował obronę 1 batalion 57 pp z 4 baterią 14 pal., który w nocy wycofał się za Bzurę. Na południowym brzegu Bzury, na linii Mystkowice – Bocheń – Ostrów pozostawiono kolarzy 15 puł i 17 puł jako ubezpieczenie.
Po południu 13 września brygada ukończyła organizację obrony na Bzurze na odcinku od Urzecza do Niedźwiady. gen. Kutrzeba postawił dowódcy brygady nowe zadanie. W myśl rozkazu brygada miała przegrupować się w nocy na północ od Sochaczewa i uchwycić rejon Brochowa i tym samym zabezpieczyć lewe skrzydło nacierającej w kierunku lasów skierniewickich Armii „Pomorze”. Uszczegółowić zadanie na piśmie miał gen. Bortnowski. Jednak przywieziony na SD brygady rozkaz dowódcy Armii „Pomorze” był rozbieżny z wytycznymi otrzymanymi od dowódcy Armii „Poznań”.  Nakazywał on brygadzie opanowanie przyczółka na wschodnim brzegu Bzury w rejonie Kozłowa Szlacheckiego, a następnie natarcie na Skierniewice. Wykorzystując fakt, że w początkowej fazie droga marszu na Kozłów Szlachecki i Młodzieszyn – Brochów była ta sama, gen. Abraham wydał zarządzenie do marszu. 15 puł z 1 baterią 7 dak i plutonem czołgów rozpoznawczych, maszerując po osi: Błędów – Boczki, miał osiągnąć rejon Brak, skąd o świcie wysłać rozpoznanie na Kozłów Szlachecki, Brochów, Młodzieszyn; 7 psk z 3 baterią – idąc przez Goleńsko – Chąśno – Wicie miał dotrzeć do Złotej; 17 puł z 2 baterią miał maszerować przez Retki – Błędów – Jeziorko do rejonu Szwarocin – dwór Rybno; 71 dywizjon pancerny (bez plutonu czołgów) – posuwać się na Retki – Błędów do Jeziorka, a stamtąd prowadzić rozpoznanie w kierunku na Rybno, Młodzieszyn, Brochów, Wyszogród; bateria artylerii plot. – odejść do lasu Braki; 3 szwadron pionierów – idąc po tej samej osi co 15 puł, osiągnąć rejon na północ od Gągolina. 
O świcie 17 puł osiągnął Rybno, a 7 psk  majątek Złota. W czasie marszu gen. Abraham udał się do sztabu Armii „Pomorze”, aby wyjaśnić rozbieżności w rozkazodawstwie. Gen. Bortnowski polecił wykonać rozkaz gen. Kutrzeby, tj. maszerować na Młodzieszyn – Brochów.
Walki brygady o Brochów
Około 10.00 czołowe pododdziały brygady znalazły się w Młodzieszynie. Tu gen. Abraham rozkazał 2 szwadronowi 15 puł i szwadronowi ckm uchwycić Brochów wraz z przeprawę przez Bzurę w rejonie Brochowa. Niemiecka artyleria natychmiast zaczęła ostrzeliwać Brochów. W tym czasie gen. Abraham nakazał siłom głównym 15 puł maszerować na Brochów, 7 psk, 17 puł i 7 dak skocentrować się w rejonie Młodzieszyn – Biała Góra, szwadronowi czołgów rozpoznawczych pojechać do Brochowa i wesprzeć 15 puł, szwadronowi samochodów pancernych zamknąć przeprawę przez Wisłę w Wyszogrodzie,
Przed południem gen. Abraham sprecyzował zadnie 15 puł  i nakazał mu uchwycenie przeprawy pod Witkowicami. Mjr Chłapowski bowiem skierował do Witkowa wysłał 3 szwadron z plutonem ckm i szwadron kolarzy. Osłabił w ten sposób znacząco siły w Brochowie.
W południe Niemcy uderzyli na Brochów. Szwadrony 15 puł zostały zepchnięte w kierunku północnym na Janów, częściowo zaś za Bzurę. W pościgu Niemcy sforsowali rzekę i opanowali folwark Mistrzewice. Gen. Abraham postanowił odzyskać Brochów. Polecił 7 psk uderzyć po osi Biała Góra – Mistrzewice na Brochów. Wyparte z Brochowa siły 15 puł miały nacierać w kierunku Janowa. 17 puł miał uderzyć z rejonu Mistrzewic na Konary.
Atakujące w pierwszym rzucie spieszone 1 i 2 szwadrony 7 psk odbiły folwark Mistrzewice i cmentarz po czym dowódca 7 psk płk Królicki zdecydował uderzyć całością sił na Brochów. Przy wsparciu 3 baterii 7 dak, 4 armat ppanc. i 12 ckm szwadrony sforsowały Bzurę. 3 i 4 szwadron wdarły się do wsi. O 16.30 Brochów znalazł się znowu w polskich rękach. Wzięto jeńców z pułku SS „L-AH”.
Wkrótce Niemcy przeprowadzili kontratak siłami około batalionu piechoty i batalionu czołgów. W tym czasie 17 pul uderzył wzdłuż osi Mistrzewice – Konary, na skrzydło nieprzyjaciela. Mimo iż 17 puł nie udało się zdobyć Konar, to jego akcja w istotny sposób odciążyła broniący Brochowa 7 psk. 15 puł dopiero około 18.00 szwadronami 4 i 2 oraz szwadronem ckm opanował Janów, a 3 szwadronem, szwadronem kolarzy i plutonem ckm uchwycił lasek na zachód od stacji kolejowej Tułowice.
O 20.30 Niemcy zaatakowali powtórnie Brochów. Po walce wręcz wyrzucono nieprzyjaciela, który wtargnął do wsi. Po obu stronach były znaczne straty. Po bitwie szwadrony 15 i 17 puł przeszły na odpoczynek do Radziwiłki pozostawiając na przedpolu silne ubezpieczenia.

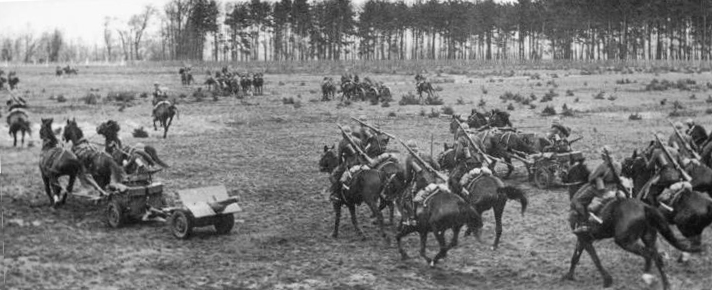
Wielkopolska Brygada Kawalerii w czasie bitwy nad Bzurą

Wobec generalnego odwrotu oddziałów Armii "Pomorze" także Brygada 13 września została skierowana do uchwycenia przepraw przez Bzurę w Brochowie. Obszar ten Brygada utrzymała w zaciętych walkach z niemiecką 4 Dywizją Pancerną gen. por. Georga Reinhardta aż do 16 września. Następnie, jak pozostałe jednostki Armii, przebiła się do Puszczy Kampinoskiej. Tam weszła w skład Grupy Operacyjnej Kawalerii gen. Romana Abrahama. 18 września odrzuciła natarcie pułku z niemieckiej 29 Dywizji Piechoty (zmotoryzowanej) gen. por. Joachima Lemelsena. 20 września przebiła się do Warszawy. 23 września z jej oddziałów oraz Pomorskiej Brygady Kawalerii i Podolskiej Brygady Kawalerii została utworzona Zbiorcza Brygada Kawalerii.

### Organizacja wojenna we wrześniu 1939
| Organizacja wojenna Wielkopolskiej Brygady Kawalerii we wrześniu 1939 roku | Organizacja wojenna Wielkopolskiej Brygady Kawalerii we wrześniu 1939 roku | Organizacja wojenna Wielkopolskiej Brygady Kawalerii we wrześniu 1939 roku | Organizacja wojenna Wielkopolskiej Brygady Kawalerii we wrześniu 1939 roku |
| Jednostka mobilizowana                                                     | Dowódca jednostki                                                          | Miejsce mob.                                                               | Nazwa jednostki mobilizującej                                              |
| Kwatera Główna                                                             | Kwatera Główna                                                             | Kwatera Główna                                                             | Kwatera Główna                                                             |
| -------------------------------------------------------------------------- | -------------------------------------------------------------------------- | -------------------------------------------------------------------------- | -------------------------------------------------------------------------- |
| dowództwo, sztab i szefowie służb Wielkopolskiej BK                        | gen. bryg. dr Roman Abraham                                                | Poznań                                                                     | Dowództwo Wielkopolskiej BK                                                |
| komendant Kwatery Głównej Wielkopolskiej BK                                | rtm. rez. Adam Siciński                                                    | Poznań                                                                     | Dowództwo Wielkopolskiej BK                                                |
| szwadron sztabowy Wielkopolskiej BK                                        | kpt. rez. Wojciech Podemski                                                | Poznań                                                                     | Dowództwo Wielkopolskiej BK                                                |
| sąd polowy nr 47                                                           | kpt. aud. mgr Józef Wojtasiewicz                                           | Poznań                                                                     | Dowództwo Wielkopolskiej BK                                                |
| poczta polowa nr 175                                                       |                                                                            | Lublin                                                                     | Dyrekcja Okręgu Poczt i Telegrafów Lublin                                  |
| Oddziały broni                                                             |                                                                            |                                                                            |                                                                            |
| 15 pułk ułanów                                                             | ppłk kaw. Tadeusz Mikke                                                    | Poznań                                                                     | 15 Pułk Ułanów Poznańskich                                                 |
| 17 pułk ułanów                                                             | płk kaw. Ignacy Kowalczewski                                               | Leszno                                                                     | 17 Pułk Ułanów Wielkopolskich                                              |
| 7 pułk strzelców konnych                                                   | płk kaw. Stanisław Królicki                                                | Biedrusko                                                                  | 7 Pułk Strzelców Konnych Wielkopolskich                                    |
| 7 dywizjon artylerii konnej                                                | ppłk art. Ludwik Sawicki                                                   | Poznań                                                                     | 7 Wielkopolski Dywizjon Artylerii Konnej                                   |
| dyon pancerny nr 71                                                        | mjr br. panc. Kazimierz Konrad Żółkiewicz                                  | Poznań                                                                     | 1 Batalion Pancerny                                                        |
| szwadron pionierów nr 3                                                    | rtm. Wacław Bartosiak                                                      | Poznań                                                                     | 15 Pułk Ułanów Poznańskich                                                 |
| szwadron łączności nr 7                                                    | por. łącz. Leonard Antoni Merkisz                                          | Poznań                                                                     | 15 Pułk Ułanów Poznańskich                                                 |
| szwadron kolarzy nr 7                                                      | por. kaw. Zbigniew Barański                                                | Poznań                                                                     | 15 Pułk Ułanów Poznańskich                                                 |
| samodzielny pluton km nr 7                                                 | por. Zbigniew Kazimierz Krajewski                                          | Biedrusko                                                                  | 7 Pułk Strzelców Konnych Wielkopolskich                                    |
| bateria motorowa artylerii plot. 40 mm typ B nr 87                         | por. art. Wacław Serafin                                                   | Poznań                                                                     | 7 Dywizjon Artylerii Przeciwlotniczej                                      |
| pluton konny żandarmerii nr 7                                              | por. żand. Adam Kostrzewa                                                  | Poznań                                                                     | 7 Dywizjon Żandarmerii                                                     |
| Oddziały służb                                                             |                                                                            |                                                                            |                                                                            |
| kolumna taborowa kawaleryjska parokonna typ II nr 741                      | por. rez. Edward Błaszczyk                                                 | Biedrusko                                                                  | 7 Pułk Strzelców Konnych Wielkopolskich                                    |
| kolumna taborowa kawaleryjska parokonna typ II nr 742                      | por. rez. Artur Loewenstein                                                | Biedrusko                                                                  | 7 Pułk Strzelców Konnych Wielkopolskich                                    |
| kolumna taborowa kawaleryjska parokonna typ II nr 743                      | por. rez. Grzegorz Kanafocki                                               | Biedrusko                                                                  | 7 Pułk Strzelców Konnych Wielkopolskich                                    |
| kolumna taborowa kawaleryjska parokonna typ II nr 744                      | por. rez. Bronisław Gutowski                                               | Biedrusko                                                                  | 7 Pułk Strzelców Konnych Wielkopolskich                                    |
| kolumna taborowa kawaleryjska parokonna typ II nr 745                      | ppor. rez. Jan Nowaczyński                                                 | Poznań                                                                     | 7 Wielkopolski Dywizjon Artylerii Konnej                                   |
| kolumna taborowa kawaleryjska parokonna typ II nr 746                      | ppor. rez. Jerzy Ignacy Lipowski                                           | Poznań                                                                     | 7 Wielkopolski Dywizjon Artylerii Konnej                                   |
| warsztat taborowy [parokonny] nr 741                                       | ppor. rez. Janusz Maciej Miłobędzki                                        | Poznań                                                                     | 7 Wielkopolski Dywizjon Artylerii Konnej                                   |
| drużyna parkowa uzbrojenia nr 741                                          |                                                                            | Poznań                                                                     | 7 Wielkopolski Dywizjon Artylerii Konnej                                   |
| pluton sanitarny konny typ I nr 87                                         |                                                                            | Poznań                                                                     | Szwadron Zapasowy 17 Pułku Ułanów Wielkopolskich                           |
| park intendentury typ II nr 741                                            | por. rez. Stanisław Lewicki                                                | Poznań                                                                     | Szwadron Zapasowy 17 Pułku Ułanów Wielkopolskich                           |
| Oddziały przydzielone                                                      |                                                                            |                                                                            |                                                                            |
| 55 pułk piechoty                                                           | płk piech. Władysław Wiecierzyński                                         | Leszno                                                                     | 55 Poznański Pułk Piechoty                                                 |
| I dywizjon 14 pułku artylerii lekkiej                                      | mjr art. Jan Kowalski                                                      | Poznań                                                                     | 14 Wielkopolski Pułk Artylerii Lekkiej                                     |
| II batalion 68 pułku piechoty                                              | ppłk piech. Ignacy Pilwiński                                               | Jarocin                                                                    | 68 Pułk Piechoty                                                           |
| baon saperów typ II b nr 17                                                | kpt. inż. Aleksander Karchesy                                              | Poznań                                                                     | 7 Batalion Saperów                                                         |
| Kościański batalion ON                                                     | kpt. Czesław Trojanowski                                                   | Kościan                                                                    |                                                                            |
| Koźmiński batalion ON                                                      | kpt. Antoni Kostrzewa                                                      |                                                                            |                                                                            |
| Leszczyński batalion ON                                                    | kpt. Franciszek Galica                                                     | Leszno                                                                     |                                                                            |
| Rawicki batalion ON                                                        | kpt. Antoni Franciszek Hermanowski                                         | Rawicz                                                                     |                                                                            |
| II pluton 36 eskadry obserwacyjnej                                         | por. obs. Jan Wajda                                                        | Poznań                                                                     | 3 Pułk Lotniczy                                                            |
| Jednostki organizacyjne Straży Granicznej                                  |                                                                            |                                                                            |                                                                            |
| Komisariat Straży Granicznej „Kaszczor”                                    |                                                                            | Kaszczor                                                                   |                                                                            |
| Pluton Straży Granicznej „Kaszczor”                                        |                                                                            | Kaszczor                                                                   | Komisariat Straży Granicznej „Kaszczor”                                    |
| Komisariat Straży Granicznej „Włoszakowice”                                |                                                                            | Włoszakowice                                                               |                                                                            |
| Pluton Straży Granicznej „Włoszakowice”                                    |                                                                            | Włoszakowice                                                               | Komisariat Straży Granicznej „Włoszakowice”                                |
| Komisariat Straży Granicznej „Zaborowo”                                    | kom. SG Roland Jerzy Zamorski                                              | Zaborowo                                                                   |                                                                            |
| Pluton Straży Granicznej „Zaborowo”                                        | ppor. rez. Zieliński                                                       | Zaborowo                                                                   | Komisariat Straży Granicznej „Zaborowo”                                    |
| Komisariat Straży Granicznej „Bojanowo”                                    |                                                                            | Bojanowo                                                                   |                                                                            |
| Pluton Straży Granicznej „Bojanowo”                                        |                                                                            | Bojanowo                                                                   | Komisariat Straży Granicznej „Bojanowo”                                    |
| Komisariat Straży Granicznej „Rawicz”                                      |                                                                            | Rawicz                                                                     |                                                                            |
| Pluton Straży Granicznej „Rawicz”                                          |                                                                            | Rawicz                                                                     | Komisariat Straży Granicznej „Rawicz”                                      |

## Obsada personalna dowództwa
Dowódcy brygady
- gen. ppor. Aleksander Pajewski (od 4 III 1919 → szef Departamentu IV Koni MSWojsk.)
- płk Władysław Mosiewicz (7 IV – 20 V 1920 ← dowódca 17 puł)
- płk Stefan Suszyński (od 20 V 1920 ← dowódca V BJ)
- ppłk Henryk Brzezowski (VIII 1920 – IV 1921 ← dowódca 8 puł)
- płk Stanisław Sochaczewski (1921-1929)
- gen. bryg. Sergiusz Zahorski (1929-1937)
- gen. bryg. dr Roman Abraham (1937-1939)

Szefowie sztabu
- rtm. adj. szt. Eugeniusz Spasowicz (15 XI 1922[17][18] – 15 X 1923 → szef sztabu IV BJ[19])
- rtm. SG Paweł Żółtowski (15 X 1923[19][20] – 1924)

w latach 1924–1929 stanowisko szefa sztabu występowało na szczeblu dywizji kawalerii
- mjr dypl. Józef Pętkowski (27 IV 1929 - 31 III 1930 → dowódca szwadronu 7 psk)
- mjr dypl. Włodzimierz Kasperski (31 III 1930 - 30 XI 1933 → DOK VIII)
- mjr dypl. Kazimierz Maks (1 XII 1933 – VIII 1935 → zastępca dowódcy 2 puł[21])
- mjr dypl. kaw. Józef Makowiecki (od X 1935)

Obsada personalna i struktura organizacyjna w marcu 1939 roku

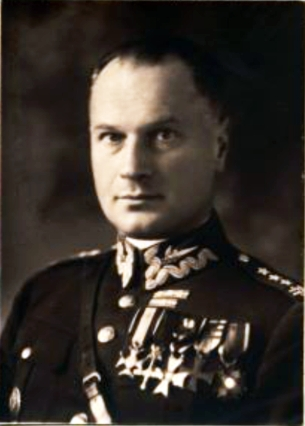
gen. bryg. dr Roman Abraham

- dowódca brygady – gen. bryg. dr Roman Abraham
- szef sztabu – mjr dypl. Tadeusz Grzeżułko
- I oficer sztabu – rtm. dypl. Andrzej Myszka-Chołoniewski-Kostórkiewicz
- II oficer sztabu – rtm. adm. (kaw.) Władysław IV Malinowski
- dowódca łączności – kpt. łączn. Stanisław Wilczek
- oficer intendentury – kpt. int. Marian Podrażka

Obsada personalna Kwatery Głównej we wrześniu 1939
- dowódca brygady – gen. bryg. dr Roman Abraham
- oficer ordynansowy – ppor. Franciszek Potworowski (VM)
- oficer ordynansowy – ppor. Ludomił Pułaski
- szef sztabu – mjr dypl. Tadeusz Grzeżułko (VM)
- I oficer operacyjny – rtm. dypl. Andrzej de Myszka Chołoniewski-Kostórkiewicz (VM)
- II oficer operacyjny – rtm. dypl. Marian Jarząbkiewicz (VM)
- oficer informacyjny – por. obs. Bernard Tomaszuk[e]
- oficer organizacyjno-mobilizacyjny – rtm. Władysław Malinowski (VM)
- dowódca łączności – kpt. łącz. Stanisław Wilczek[f]
- kwatermistrz – rtm. dypl. Zbigniew Bukowski (VM)
- oficer służby intendentury – kpt. int. z wsw Marian Podraszko
- oficer transportowy – por. Karol Kęszycki
- naczelny lekarz – ppłk lek. dr Witold Waligórski
- naczelny lekarz weterynarii – kpt. lek. wet. Leon Demciuch
- komendant Kwatery Głównej – rtm. rez. Adam Siciński
- szef służby sprawiedliwości (szef sądu polowego) – kpt. aud. Józef Wojtasiewicz

## Tradycje
Pod koniec 1944 roku we Włoszech została utworzona 3 Wielkopolska Brygada Pancerna w okresie od 17 grudnia 1944 do 8 marca 1945, potem 14 Wielkopolska Brygada Pancerna wchodząca w skład 2 Korpusu Polskiego gen. Władysława Andersa. W jej skład wchodził m.in. 15 Pułk Ułanów Poznańskich, który wsławił się udziałem w bitwie o Monte Cassino i Ankonę.
W latach 1996–2007 tradycje Wielkopolskiej Brygady Kawalerii kontynuowała 15 Wielkopolska Brygada Kawalerii Pancernej im. gen broni Władysława Andersa w Wędrzynie.